# Hajdarábád (Pákistán)
Hajdarábád je velkoměsto v Pákistánu v provincii Sindh, jejímž je druhým největším městem po Karáčí. Založeno bylo na řece Indus roku 1768 jako sídlo dynastie Kalhora a bylo pojmenováno na počest chalífa Alího jako „Lví město“. Vyrábí se zde například textil, cement a kosmetika. K pamětihodnostem patří zříceniny pevnosti Pacca Quila.